# Tetrao urogallus pleskei
Tetrao urogallus pleskei es una subespecie obsoleta de Tetrao urogallus.

## Distribución geográfica
Se correspondía con la población de Bielorrusia, el norte de Ucrania y la mayor parte de la Rusia europea.